# Haak en oog
Haak en oog is een artistiek kunstwerk in Amsterdam-Zuidoost.
Het beeld is ontworpen door Wendela Gevers Deynoot en dateert uit 1991. Het staat voor het buurthuis Gein, dat toen opgeleverd werd. Het adres van het gebouw is Wisseloord 83, daar waar Wisseloord de Westbroekstraat kruist. Het beeld is gemaakt van zwart gelakt staal.

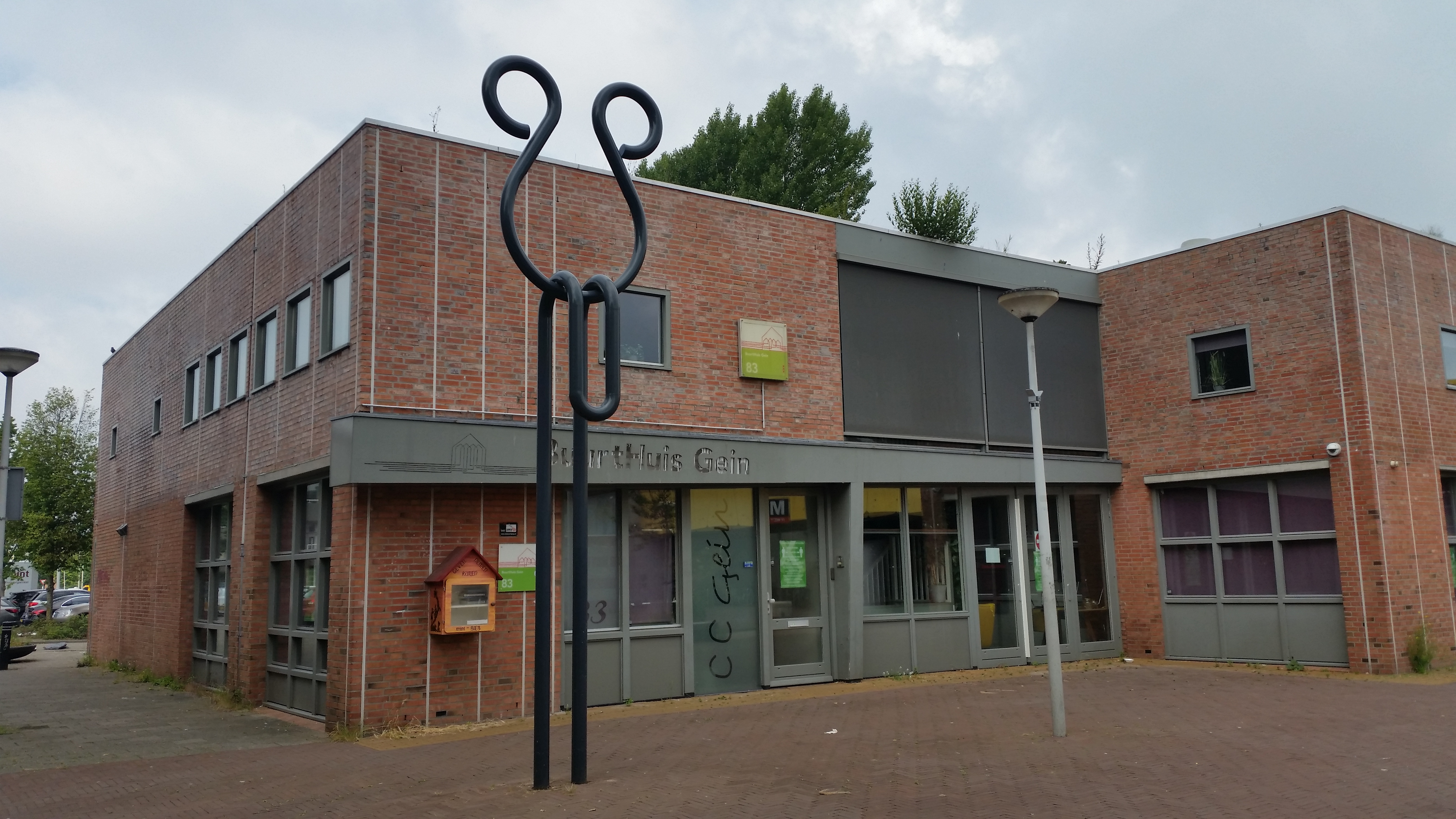
Haak en oog voor het buurthuis (juni 2020)